# Scacco matto (film 1919)
Scacco matto è un film muto italiano del 1919 diretto da Carlo Campogalliani.